# 巴利 (拉賈斯坦邦)
巴利（Pali）是印度的城鎮，由拉賈斯坦邦負責管轄，位於該國西北部，距離焦特布爾72公里，面積12,330平方公里，該鎮以紡織業聞名，2011年人口229,956。

## 外部連結
- Pali District website
- Map of Pali District (Invest Rajasthan)
- Pali-born researcher[永久]

25°46′N 73°20′E / 25.77°N 73.33°E